# Platypalpus niger
Platypalpus niger är en tvåvingeart som först beskrevs av Johann Wilhelm Meigen 1804.  Platypalpus niger ingår i släktet Platypalpus och familjen puckeldansflugor. Arten är reproducerande i Sverige. Inga underarter finns listade i Catalogue of Life.